# Александър Бекерел
Александър-Едмон Бекерел, известен и като Едмон Бекерел, е френски физик, изучавал слънчевия спектър, магнетизма и електричеството. Работи и по луминесценцията и фосфоресценцията. Той е син на Антоан Бекерел, който е пионер в изследването на физически явления, свързани с електричеството и луминесценцията, и баща на Анри Бекерел.
|  | Тази страница частично или изцяло представлява превод на страницата Alexandre-Edmond Becquerel в Уикипедия на английски. Оригиналният текст, както и този превод, са защитени от Лиценза „Криейтив Комънс – Признание – Споделяне на споделеното“, а за съдържание, създадено преди юни 2009 година – от Лиценза за свободна документация на ГНУ. Прегледайте историята на редакциите на оригиналната страница, както и на преводната страница, за да видите списъка на съавторите. ВАЖНО: Този шаблон се отнася единствено до авторските права върху съдържанието на статията. Добавянето му не отменя изискването да се посочват конкретни източници на твърденията, които да бъдат благонадеждни. |